# Coereba
El coereba (Coereba flaveola), és un ocell, única espècie del seu gènere, que fins no fa molt diversos autors col·locaven en la seva pròpia família (Coerebidae) i actualment es considera membre dels tràupids (Thraupidae), dins l'ordre dels passeriformes. S'alimenta principalment de nèctar.

## Descripció
- Fa 11 cm de llargària.
- No hi ha dimorfisme sexual evident.
- Bec fi, corbat, adaptat a la seva alimentació a base de nèctar.
- El plomatje del coereba és gris fosc pel dors, que esdevé negre a sobre del cap. Ventre groc. Una banda superciliar blanca i cridanera i entre ella i la gola blanca, una banda ocular negra.

Al Carib, a les illes de Granada, Sant Vicent i alguns illots de Veneçuela, la major part d'aquests ocells tenen el plomatge tot negre, el que fa pensar en una divergència respecte de les altres poblacions del Carib.

## Distribució
Habita en l'àrea tropical de l'Amèrica del Sud, arribant pel nord fins a Mèxic i el Carib. A Cuba únicament està present com a divagant i des de les Bahames arriben, ocasionalment, alguns exemplars fins a Florida (Estats Units).

## Alimentació
S'alimenta principalment de nèctar de les flors. De vegades forada les flors per un costat, prenent el nèctar sense contribuir a la pol·linització. No es pot mantenir a l'aire, com un colibrí, i pren l'aliment des de les branques. També mengen fruits i insectes.
Sovint visita els jardins i freqüenta les menjadores amb sucre, instal·lades per atreure les aus pol·linívores.

## Reproducció

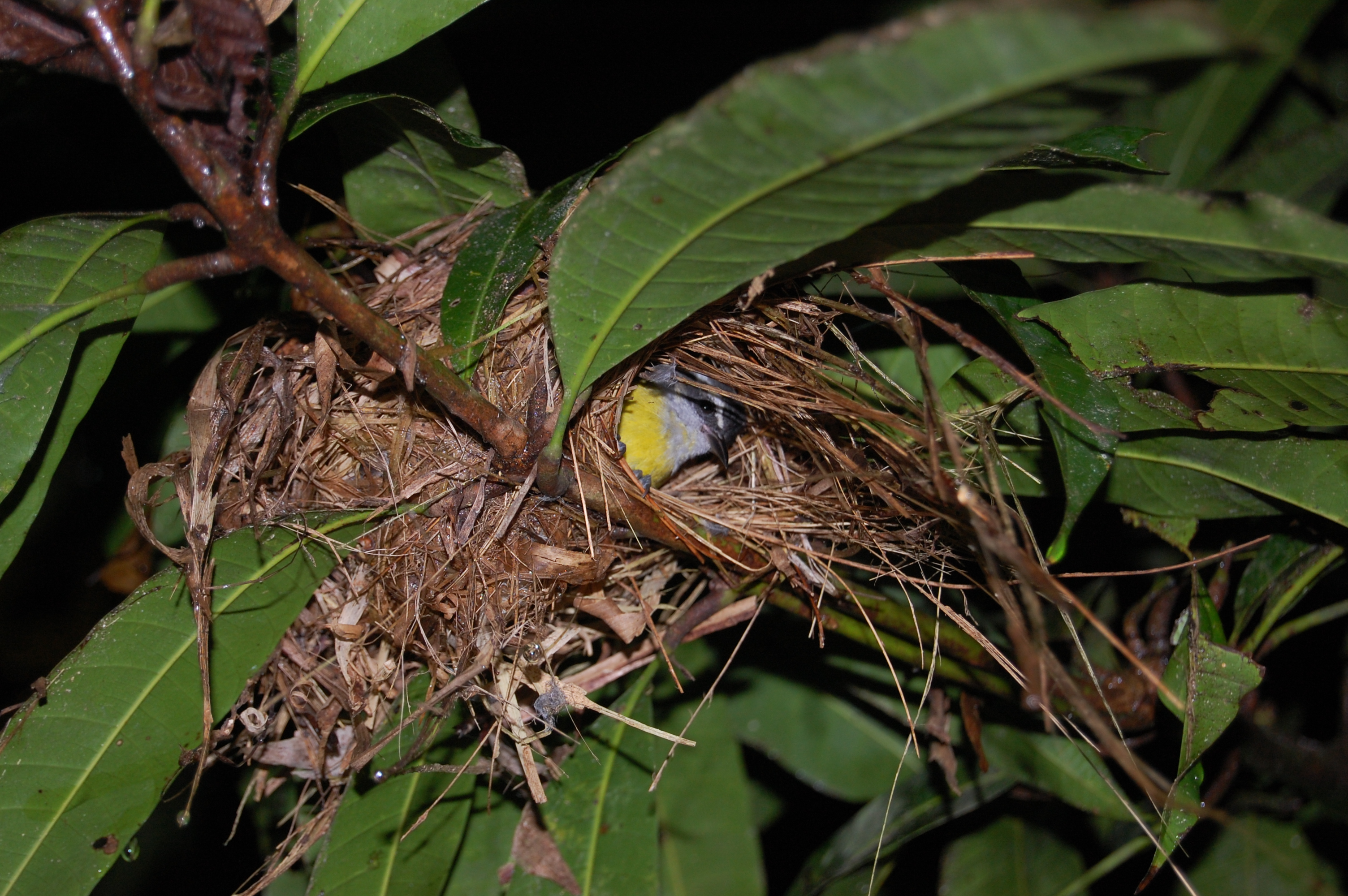
Coereba al niu, a Costa Rica.

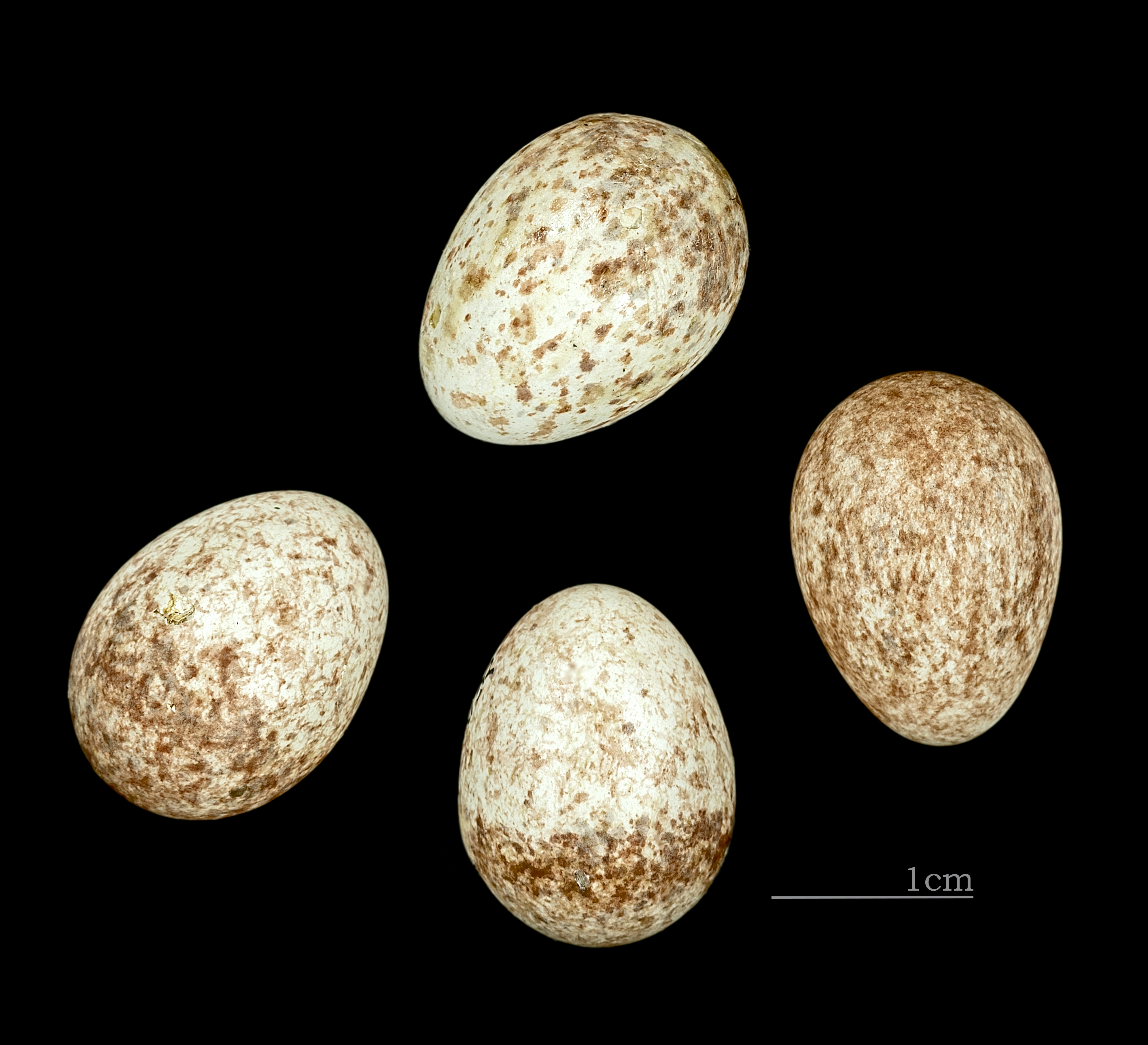
Ous de Coereba flaveola

El coereba construeix un niu folrat esfèric, amb un orifici d'entrada lateral, en el que pon fins a tres ous que són incubats únicament per la femella.

## Taxonomia
Aquesta espècie és considerada per alguns autors com l'únic representant de la família dels coerèbids (Coerebidae) i així apareix a la classificació del Congrés Ornitològic Internacional. La Unió Nord-americana d'Ornitòlegs (AOU) el classifica com Incertae Sedis (posició incerta).
S'ha descrit un bon nombre de subespècies:
- Coereba flaveola alleni Lowe, 1912
- Coereba flaveola aterrima (Lesson, 1830)
- Coereba flaveola atrata (Lawrence, 1878)
- Coereba flaveola bahamensis (Reichenbach, 1853)
- Coereba flaveola bananivora (Gmelin, 1789)
- Coereba flaveola barbadensis (Baird, 1873)
- Coereba flaveola bartholemica (Sparrman, 1788)
- Coereba flaveola bolivari Zimmer & W.H. Phelps, 1946
- Coereba flaveola bonairensis Voous, 1955
- Coereba flaveola caboti (Baird, 1873)
- Coereba flaveola caucae Chapman, 1914
- Coereba flaveola cerinoclunis Bangs, 1901
- Coereba flaveola chloropyga (Cabanis, 1850)
- Coereba flaveola columbiana (Cabanis, 1866)
- Coereba flaveola dispar Zimmer, 1942
- Coereba flaveola ferryi Cory, 1909
- Coereba flaveola flaveola (Linnaeus, 1758)
- Coereba flaveola frailensis W.H. Phelps & W.H. Phelps Jr, 1946
- Coereba flaveola gorgonae Thayer & Bangs, 1905
- Coereba flaveola guianensis (Cabanis, 1850)
- Coereba flaveola intermedia (Salvadori & Festa, 1899)
- Coereba flaveola laurae Lowe, 1908
- Coereba flaveola lowii Cory, 1909
- Coereba flaveola luteola (Cabanis, 1850)
- Coereba flaveola magnirostris (Taczanowski, 1880)
- Coereba flaveola martinicana (Reichenbach, 1853)
- Coereba flaveola melanornis W.H. Phelps & W.H. Phelps Jr, 1954
- Coereba flaveola mexicana (P.L. Sclater, 1857)
- Coereba flaveola minima (Bonaparte, 1854)
- Coereba flaveola montana Lowe, 1912
- Coereba flaveola nectarea Wetmore, 1929
- Coereba flaveola newtoni (Baird, 1873)
- Coereba flaveola oblita Griscom, 1923
- Coereba flaveola obscura Cory, 1913
- Coereba flaveola pacifica Lowe, 1912
- Coereba flaveola portoricensis (H. Bryant, 1866)
- Coereba flaveola roraimae Chapman, 1929
- Coereba flaveola sanctithomae (Sundevall, 1870)
- Coereba flaveola sharpei (Cory, 1886)
- Coereba flaveola tricolor (Ridgway, 1884)
- Coereba flaveola uropygialis Berlepsch, 1892